# Valdomiro Vaz Franco
Valdomiro Vaz Franco (Criciúma, 17 de fevereiro de 1946), é um ex-futebolista brasileiro que atuava como ponta-direita.

## Carreira
Contratado junto ao Comerciário, de Criciúma, em 1968, Valdomiro foi muito criticado no início pela imprensa e torcida, entrava em campo e era vaiado. Mas era um incansável aprendiz e sua vontade e dedicação, viraram o jogo e assinaram seu nome na história dos maiores craques do Internacional.
Era veloz, dono de um potente chute, cruzava com efeito, além de ser dedicado na marcação. Exímio cobrador de escanteios, Valdomiro era praticamente mortal nas cobranças de falta. Valdomiro seria o único jogador Octacampeão Gaúcho, um feito jamais igualado no futebol do Rio Grande do Sul. Também foi um dos destaques do tricampeonato brasileiro do Internacional (1975-1976-1979), jogando ao lado de Falcão, Carpegiani, Figueroa e do ponta esquerda Lula. Na final do Campeonato Brasileiro de 1975, em 14 de dezembro, entre Internacional X Cruzeiro, Valdomiro sofreu a falta e cruzou para Figueroa marcar de cabeça o antológico gol iluminado, que deu o título de campeão ao Inter.
Transferiu-se temporariamente ao futebol colombiano, onde atuou no Millonarios, retornando ao Inter no ano de 1982.
Pela Seleção Brasileira, Valdomiro foi titular na Copa da Alemanha Ocidental em 1974, quando marcou um gol contra o Zaire que salvou o Brasil de uma vexatória eliminação ainda na primeira fase. Jogou com a camisa 13, pois era considerada um talismã pelo supersticioso técnico Zagallo. Após encerrar a carreira, Valdomiro ganhou uma placa no estádio, como atleta-símbolo do vitorioso período da década de 1970. Embora não exista uma estatística oficial, ele é o jogador com maior número de partidas pelo clube, mais de 800 jogos em 14 anos no Internacional.
Após o término de sua carreira como jogador, Valdomiro atuou na política e elegeu-se vereador em Porto Alegre e deputado estadual pelo Rio Grande do Sul, com destacada atuação social.
Atualmente o ex-atacante reside em Criciúma, sua cidade natal, onde possui uma escolinha de futebol.

## Títulos
Comerciário
- Campeonato Catarinense: 1968

Internacional
- Campeonato Gaúcho: 1969, 1970, 1971, 1972, 1973, 1974, 1975, 1976, 1978, 1982
- Campeonato Brasileiro: 1975, 1976, 1979
- Campeonato Citadino de Porto Alegre (Especial): 1972

### Prêmios individuais
- Bola de Prata: 1976

### Artilharias
- Campeonato Gaúcho de 1971 (6 gols)
- Campeonato Gaúcho de 1978 (15 gols)